# آلتونا (آلاباما)
آلتونا شهرکی است در ایالت آلاباما در کشور آمریکا.

## مکان
آلتونا در موقعیت () قرار دارد.
با توجه به اطلاعات اداره آمار آمریکا مساحت آن در حدود ۹٫۹ کیلومترمربع است.

## مردم‌شناسی
با توجه به آمار سال ۲۰۰۰ جمعیت آن ۹۸۴ نفر، ۳۹۷ خانواده در آن ساکن هستند.
تعداد ۴۳۷ واحد خانه در هر مساحت تقریبی (۴۴٬۴akm²) قرار دارد.
۲۵٬۵٪ درصد از خانواده‌های فرزند زیر ۱۸ سال داشتند که از این تعداد ۴۷٬۹٪ درصد زوج بوده و ۱۵٬۶٪ درصد زنان بدون شوهر و ۳۱٬۵٪ درصد نیز غیر خانواده بودند.
متوسط درآمد یک خانواده در حدود ۲۸٬۷۵۰ دلار آمریکا است و زنان درآمد متوسط ۳۰٬۲۵۰ دلار آمریکا و مردان درآمد متوسط ۲۲٬۳۴۴ دلار آمریکا بدست می‌آورند.